# Pedrabranca Futebol Clube
Maillots
Le Pedrabranca Futebol Clube, également connu sous le nom de Pedrabranca, est un club de football brésilien basé à Alvorada, dans l’État de Rio Grande do Sul. Le club s'appelait auparavant RS Futebol Clube.

## Histoire
Le club est fondé le 1er janvier 2001, sous le nom de RS Futebol Clube. 
Il remporte le Campeonato Gaúcho Série B en 2002. Il participe au championnat de Série C en 2003, avant que le club ne soit éliminé par l'équipe d'Ituano. 
Le 8 août 2008, le RS Futebol Clube est renommé et s’appelle désormais le Pedrabranca Futebol Clube,.

## Personnalités du club

### Joueurs emblématiques
- Ederson (2003-2004)
- Naldo (2002-2004)
- Thiago Silva (2003)